# Ernest Hildesheimer
Pour les articles homonymes, voir Hildesheimer.
Ernest Hildesheimer, né le 28 novembre 1912 à Saint-Étienne et mort le 8 mars 2002 à Nice, est un archiviste et historien français, spécialiste de la région niçoise.

## Biographie

### Jeunesse et vie familiale
Il grandit à Hyères.
Il s'inscrit ensuite à l'université d'Aix-en-Provence où il obtient une licence ès lettres, puis passe par l'école des chartes dont il sort diplômé en 1936.
Il est le père de l'historienne Françoise Hildesheimer.

### Carrière d’archiviste
Il remplit de courtes missions au Conseil d’État, aux archives de Pontoise, puis à la bibliothèque municipale de Rouen pendant plus d'un an (1936-1937).
Il est ensuite recruté aux Archives de France en 1938, aux Archives départementales de l'Aisne. Il y dirige les évacuations vers Château-Thierry puis Laval, et le retour vers Laon dès août.
Il est nommé directeur des Archives départementales des Alpes-Maritimes en mai 1941,. Il y publie un Guide des Archives des Alpes-Maritimes, encore utilisé,, et il travaille sur des fonds transfrontaliers et plurilingues (le département étant formé d’un arrondissement détaché du département du Var  (l’arrondissement de Grasse), du comté de Nice détaché du royaume de Sardaigne en 1860, et de communes italiennes rattachées à la France en 1946). Il quitte ses fonctions en ayant atteint la limite d'âge, en 1978.

### Historien
Il commence par rédiger une chronique des premiers événements de la Seconde Guerre mondiale dans l'Aisne, qui est un témoignage de première main.
Mais c’est en tant qu’archiviste des Alpes-Maritimes qu’il rédige l’essentiel de son œuvre,. Il est considéré comme un spécialiste de l’histoire du département dès 1950. Il est rédacteur en chef de la revue Nice historique.

## Décorations
- Chevalier de la Légion d'honneur
- Chevalier de l'ordre des Arts et des Lettres
- Chevalier de l'ordre des Palmes académiques
- Mérite italien[1].